# Annie Award
De Annie Award is een Amerikaanse filmprijs die jaarlijks aan de beste animatiefilms toegekend wordt. De Annie Award is de belangrijkste prijs in de animatiefilmindustrie en wordt sinds 1972 jaarlijks uitgereikt door The International Animated Film Society (ASIFA-Hollywood).
De Annie Awards bestaan onder andere uit de volgende categorieën:
- Beste animatiefilm
- Beste muziek
- Beste regie
- Beste script

## Nominaties en Awards
| Nominaties                         | Film |
| ---------------------------------- | ---- |
| 16                                 |      |
| The Incredibles                    |      |
| Kung Fu Panda                      |      |
| The Curse of the Were-Rabbit       |      |
| 15                                 |      |
| How to Train Your Dragon           |      |
| The Iron Giant                     |      |
| 14                                 |      |
| Inside Out                         |      |
| 13                                 |      |
| Coco                               |      |
| The Boxtrolls                      |      |
| De Klokkenluider van de Notre Dame |      |
| Ratatouille                        |      |
| 12                                 |      |
| Finding Nemo                       |      |
| Kung Fu Panda 2                    |      |
| Mulan                              |      |
| Shrek                              |      |
| 11                                 |      |
| Keizer Kuzco                       |      |
| Tarzan                             |      |
| Zootopia                           |      |
| Incredibles 2                      |      |

| Nominaties                        | Film |
| --------------------------------- | ---- |
| 11                                |      |
| Coco                              |      |
| 10                                |      |
| How to Train Your Dragon          |      |
| The Incredibles                   |      |
| Inside Out                        |      |
| Kung Fu Panda                     |      |
| Mulan                             |      |
| The Curse of the Were-Rabbit      |      |
| 9                                 |      |
| Finding Nemo                      |      |
| The Iron Giant                    |      |
| Ratatouille                       |      |
| 8                                 |      |
| Shrek                             |      |
| Toy Story                         |      |
| The Mitchells vs. the Machines    |      |
| 7                                 |      |
| Klaus                             |      |
| Soul                              |      |
| Spider-Man: Into the Spider-Verse |      |
| Toy Story 2                       |      |
| 6                                 |      |
| How to Train Your Dragon 2        |      |
| Zootopia                          |      |